# چهارمین شورای لاتران
چهارمین شورای کلیسای کاتولیک (انگلیسی: Fourth Council of the Lateran) که توسط اینوسنت سوم در ۱۹ آوریل ۱۲۱۳ در مجمع و شورای کلیسای کاتولیک در رم تشکیل شد. در این شورا، در باب مسائلی دولت‌های صلیبیون، مناقشه اعطای مقام، هفت‌آیین و عشای ربانی بحث و گفتگو شد.